# Jabłonowo Pomorskie (gmina)
Jabłonowo Pomorskie est une gmina mixte du powiat de Brodnica, Couïavie-Poméranie, dans le centre-nord de la Pologne. Son siège est la ville de Jabłonowo Pomorskie, qui se situe environ 23 km au nord-ouest de Brodnica et 54 km au nord-est de Toruń.
La gmina couvre une superficie de 134,36 km2 pour une population de 9 060 habitants.

## Géographie
La gmina est bordée par les gminy de Biskupiec, Bobrowo, Książki, Świecie nad Osą et Zbiczno.